# Smilax ecirrhata
Smilax ecirrhata är en enhjärtbladig växtart som först beskrevs av Georg George Engelmann och Carl Sigismund Kunth, och fick sitt nu gällande namn av Sereno Watson. Smilax ecirrhata ingår i släktet Smilax och familjen Smilacaceae. Inga underarter finns listade.